# منطقه آیسن
منطقه آیسین (به اسپانیایی: Aysén Region) یک سکونتگاه مسکونی در شیلی است که در شیلی واقع شده‌است.

## خصوصیات
منطقه آیسین ۹۴٬۲۷۱ نفر جمعیت دارد.